# اكمة بيرالخادم (حزم العدين)
اكمة بيرالخادم

تعديل مصدري - تعديل

اكمة بيرالخادم محلة تابعة لقرية ذي نشمة، التابعة لعزلة بني سليمان بمديرية حزم العدين إحدى مديريات محافظة إب في الجمهورية اليمنية، بلغ تعداد سكانها 66 حسب تعداد اليمن لعام 2004.